# Cricket (Musical)
Cricket ist ein Musical aus dem Jahre 1986 von Andrew Lloyd Webber (Musik) und Tim Rice (Text). Es ist mit einer knappen halben Stunde Spieldauer ihr kürzestes Musical.
Cricket wurde anlässlich des 60. Geburtstages der britischen Königin Elisabeth II. geschrieben. So fand es dann auch am 18. Juni 1986 seine Welturaufführung vor der königlichen Familie auf Windsor Castle. Regie führte Trevor Nunn, Tim Rice selbst übernahm eine Rolle. Seither fand das Stück nur zwei weitere Aufführungen, beide im Jahre 1986 in geschlossener Gesellschaft.
Cricket handelt von der Liebesbeziehung zwischen der adeligen Emma und dem Cricket-Spieler Donald. Tim Rice nutzte die Gelegenheit, seinem titelgebenden Lieblingssport ein Denkmal zu setzen. Ebenso wie in Chess bemühte er sich dabei, dem Sport eine metaphorische Bedeutung beizumessen und so in dem Spielverlauf Parallelen zu Leben und Liebe der Hauptdarsteller aufzuzeigen.
Wie es für Andrew Lloyd Webber typisch ist, hat er die Musik von Cricket seither in seinen größeren Produktionen wiederverwertet, insbesondere in den beiden nachfolgenden Musicals Aspects of Love und Sunset Boulevard.